# 水野菜穂
水野 菜穂（みずの なほ、1994年10月6日 - ）は、日本の女子バスケットボール選手である。ポジションはスモールフォワード。

## 来歴
埼玉県出身。
明星学園高等学校では1学年上の先輩に本橋菜子がおり、2011年度（2年次）のインターハイでベスト4、ウインターカップでベスト8の成績を収め、東京医療保健大学では4年次にインカレ準優勝。
卒業後は山梨クィーンビーズに加入。後にキャプテンも務め、2021-22シーズンは最多スティールを記録した。
2022年、東京羽田ヴィッキーズへ移籍。
2025年引退。